# Trận phản công Staraya Russa
Trận phản công Staraya Russa là trận phản công lớn thứ hai của quân đội Liên Xô trên hướng Leningrad trong tháng 8 năm 1941. Diễn ra từ ngày 12 đến ngày 25 tháng 8 năm 1941, trong một cố gắng để đẩy lùi cánh phải của Cụm Tập đoàn quân Bắc (Đức) đang tấn công theo hướng Novgorod - Volkhov để vây bọc Leningrad từ phía Nam và Đông Nam, Quân đội Liên Xô trên hướng Tây Bắc đã sử dụng các tập đoàn quân 11, 27 và 34 của Phương diện quân Tây Bắc (tái lập) và Tập đoàn quân 48 của Phương diện quân Bắc cùng với Tập đoàn quân 34 do thiếu tướng K. M. Kachanov chỉ huy được điều động từ lực lượng dự bị chiến lược của STAVKA tổ chức một trận phản công lớn ở khu vực Staraya Russa và Đông Nam hồ Ilmen. Để đối phó với trận phản công này, quân đội Đức Quốc xã đã huy động các quân đoàn bộ binh 1, 2, 10 và 28.
Sau gần 2 tuần giao chiến, quân đội Liên Xô bị tổn thất nặng và buộc phải rút lui. Quân đội Đức Quốc xã tiến ra các khu vực tiếp cận ngoại ô phía Nam Leningrad. Ở phía Đông, Quân đoàn bộ binh 23 thuộc Tập đoàn quân 16 (Đức) đánh chiếm khu vực Kholm. Ở phía Bắc, Quân đoàn cơ giới 39 (Đức) đánh chiếm khu vực Shlisselburg, chia cắt Leningrad với lãnh thổ Liên Xô. Ngày 8 tháng 9 năm 1941, Tập đoàn quân 18 (Đức) và Cụm quân Đông Nam (Phần Lan) bắt đầu phong tỏa Leningrad, quân đội và người dân Liên Xô bắt đầu cuộc chiến chống phong tỏa Leningrad.

## Tình huống mặt trận
Sau khi đánh lui cuộc phản công của Tập đoàn quân 11 (Liên Xô) tại khu vực phía Bắc sông Shelon, cụm tập đoàn quân "Bắc" (Đức) tiếp tục tập trung lực lượng tấn công trên hướng Bắc hồ Ilmen để mở đường tiến đến Leningrad. Trong các ngày 9 và 10 tháng 8, Quân đoàn xe tăng 41 và Quân đoàn xe tăng 56 (Đức) chuyển hướng lên phía Bắc hồ Ilmen và mở các đòn tấn công mới trên toàn tuyến phòng thủ Luga mà trọng tâm là các cụm cứ điểm Kingisepp, Luga và Shimsk. Chiến tuyến của quân Đức ở phía Nam hồ Ilmen được giao cho Quân đoàn bộ binh 10 thuộc Tập đoàn quân 16 trấn giữ.
Do các cụm quân Liên Xô ở phía Bắc hồ Ilmen đang trong trạng thái phòng ngự, quân đội Liên Xô vẫn không từ bỏ ý định kéo Tập đoàn quân xe tăng 4 (Đức) phải lùi lại bằng cách đánh vào phía sau các quân đoàn Đức đang tấn công trên hướng Luga, giảm bớt sức ép cho tuyến phòng thủ này.

## Binh lực và kế hoạch

### Quân đội Liên Xô
Quân đội Liên Xô tham gia trận phản công trên hướng Staraya Russa được huy động lớn hơn trận phản công Soltsy trước đó. Nó bao gồm 3 tập đoàn quân của Phương diện quân Tây Bắc (cũ) và 1 tập đoàn quân của Khu phòng thủ Leningrad thuộc Phương diện quân Bắc:
- Tập đoàn quân 11 do tướng V. I. Morozov chỉ huy. Thành phần còn lại sau trận phản công Soltsy gồm có:
  - Quân đoàn bộ binh 22 gồm các sư đoàn 180, 182 và 254
  - Quân đoàn bộ binh 24 gồm các sư đoàn 181, 183
  - Trực thuộc tập đoàn quân: Trung đoàn bộ binh 398 của Sư đoàn 118, các trung đoàn công nhân vũ trang 21 và 28.
  - Pháo binh: các trung đoàn hỗn hợp 264, 613, 614; các tiểu đoàn súng cối 111 và 698.
  - Thiết giáp: phần còn lại của các sư đoàn cơ giới 163 và 202, Trung đoàn mô tô 5 và Tiểu đoàn xe tăng độc lập 41.
- Tập đoàn quân 27 do tướng N. E. Berzarin chỉ huy. Thành phần còn lại gồm có:
  - Quân đoàn bộ binh 65 gồm các sư đoàn 5, 23, 33 và 188
  - Trực thuộc tập đoàn quân: Sư đoàn bộ binh 84.
  - Thiết giáp: Quân đoàn cơ giới 21 gồm các sư đoàn xe tăng 42, 46 và Sư đoàn cơ giới 185.

Cả hai tập đoàn quân đều bị hao hụt quân số và vũ khí sau các chiến dịch phòng thủ liên tục từ cuối tháng 6 đến cuối tháng 7 năm 1941. Để tăng cường cho trận phản công này, STAVKA đã điều động cho Phương diện quân Tây Bắc các đơn vị lấy từ lực lượng dự bị mới thành lập và huy động cánh trái của Phương diện quân Bắc tham gia chiến dịch:
- Tập đoàn quân 34 do tướng K. M. Kachanov chỉ huy mới được thành lập ngày 16 tháng 7 tại Quân khu Moskva. Thành phần gồm có:
  - Bộ binh: Các sư đoàn 245, 259, 262 và 257.
  - Kỵ binh: Các sư đoàn 25 và 54.
  - Pháo binh: Các trung đoàn 171 và 759.
  - Thiết giáp: Các trung đoàn xe tăng độc lập 16 và 59.
- Tập đoàn quân 48 (thuộc Phương diện quân Bắc) do trung tướng S. D. Akimov, được thành lập ngày 4 tháng 8 trên cơ sở Quân đoàn bộ binh 16 và khu phòng thủ Novgorod. Thành phần gồm có:
  - Quân đoàn bộ binh 16 gồm các sư đoàn 70, 128, 237.
  - Cụm phòng thủ Novgorod gồm Sư đoàn bộ binh 311, Sư đoàn công nhân vũ trang và Lữ đoàn súng máy 1.
  - Pháo binh: Trung đoàn hỗn hợp 541.
  - Thiết giáp: Sư đoàn xe tăng 21.

Ngày 8 tháng 8, STAVKA ra mệnh lệnh số 00824 về mục tiêu nhiệm vụ trên hướng Leningrad. Phần nhiệm vụ của Phương diện quân Tây Bắc gồm có:

3- Tối 11 tháng 8, tập kết Tập đoàn quân 34 tại các vị trí phía Đông sông Lovat, đối diện với Kulakovo và Kolomna ở bờ Tây. Tiến hành các hoạt động trinh sát trên sông Lovat và Porus.
4- Trọng tâm của cuộc tấn công nằm trong dải của Tập đoàn quân 34 và mở rộng sang cánh trái của Tập đoàn quân 11. Tập đoàn quân 48 sẽ phối hợp tấn công trên hướng Utorgosh - Peski. Sư đoàn 181 sẽ đảm nhận vị trí kết nối giữa cánh phải của Tập đoàn quân 34 và cánh trái của Tập đoàn quân 11
Thời điểm tấn công được ấn định vào ngày 12 tháng 8
Các tướng N. F. Vatutin và M. V. Zakharov cho rằng họ có thể tấn công với tốc độ 15 km/ngày. Nguyên soái B. M. Shaposnikov, Tổng tham mưu trưởng Liên Xô coi tốc độ này là quá cao so với thực lực của quân đội. Ông chỉ thị yêu cầu chỉ duy trì tốc độ tấn công 4 đến 5 km/ngày và phải luôn chú ý bảo vệ chặt chẽ hai bên sườn. Một cụm xung kích được thành lập gồm các sư đoàn bộ binh 245, 257, 259, 262, Sư đoàn kỵ binh 254 và trung đoàn xe tăng 16 ở thê đội 1. Thê đội 2 gồm Sư đoàn kỵ binh 25 và trung đoàn xe tăng 59. Trong số các sư đoàn bộ binh có các sư đoàn 254, 257 và 262 được chuyển từ quân của NKVD với quân số chỉ từ 1.000 đến 1.500 người mỗi sư đoàn, hầu như không có vũ khí nặng.

### Quân đội Đức Quốc xã
Từ ngày 9 tháng 8, khi Quân đoàn xe tăng 41 (Đức) chuyển vị trí tấn công lên hướng Kingisepp, Quân đoàn cơ giới 56 (Đức) cũng dịch chuyển lên hướng Luga. Tập đoàn quân 16 (Đức) do thượng tướng Ernst Busch chỉ huy mở rộng chính diện cánh trái đến phía Tây hồ Ilmen. Binh lực quân Đức đối diện với các tập đoàn quân Liên Xô trên hướng Staraya Russa gồm có:
- Quân đoàn bộ binh 10 do tướng pháo binh Christian Hansen chỉ huy đóng đối diện với Tập đoàn quân 11 (Liên Xô), thành phần bao gồm:
  - Bộ binh: Các sư đoàn 30 và 290.
  - Pháo binh: Các trung đoàn 610, 785, Tiểu đoàn 1 của Trung đoàn 818 và Tiểu đoàn súng cối độc lập 19.
  - Thiết giáp: Trung đoàn pháo tự hành 667.
- Quân đoàn bộ binh 2 do tướng Walter Graf von Brockdorff-Ahlefeldt chỉ huy đóng đói diện với Tập đoàn quân 34 (Liên Xô), thành phần bao gồm:
  - Bộ binh: Các sư đoàn 12, 23 và 123.
  - Pháo binh: Các trung đoàn 526, 603 và Tiểu đoàn súng cối độc lập 5.
  - Thiết giáp: Trung đoàn pháo tự hành 666.
- Quân đoàn bộ binh 1 do tướng Kuno-Hans von Both chỉ huy đóng đối diện với Tập đoàn quân 48 (Liên Xô), thành phần gồm có:
  - Bộ binh: Các sư đoàn 11, 21 và 126.
  - Pháo binh: Các trung đoàn 110, 782, Tiểu đoàn 2 của Trung đoàn 37, Tiểu đoàn 2 của Trung đoàn 47.
  - Thiết giáp: Các trung đoàn pháo tự hành 600 và 659.
- Cánh phải của Quân đoàn bộ binh 28 của tướng Mauritz von Wiktorin đóng tại Utorgosh:
  - Bộ binh: Sư đoàn 121
  - Pháo binh: Tiểu đoàn 2 của trung đoàn 72.

Sau khi đánh lui cuộc phản công của Tập đoàn quân 11 (Liên Xô) tại khu vực sông Shelon, thống chế Đức Wilhelm von Leeb nhận định trong Báo cáo số 1770/41 ngày 27 tháng 7 năm 1941:
Kẻ địch ở phía trước Tập đoàn quân 16 đã bị tiêu diệt. Tàn quân của nó đang phòng thủ tại phía Đông và phía Nam hồ Ilmen
Tuy nhiên, Bộ Tổng tham mưu lục quân Đức lại có đánh giá khác. Ngày 1 tháng 8, tướng Franz Halder, Tổng tham mưu trưởng lục quân Đức ghi nhận:
Tướng Bogasch điện báo: Trinh sát đường không đã phát hiện những hoạt động tăng cường trên các tuyến đường sắt hướng tới Staraya Russa. Tham mưu trưởng sư đoàn cho biết it nhất có khoảng 3 sư đoàn của đối phương được tập trung tại phía Nam hồ Ilmen
Tướng Erich von Manstein cũng nhận định rằng cuộc tấn công sắp diễn ra của quân đội Liên Xô vào Quân đoàn bộ binh 10 (Đức) sẽ buộc cánh phải của Quân đoàn cơ giới 56 (Đức) phải tạm dừng tấn công trên hướng Leningrad để quay sang cứu trợ cho Quân đoàn bộ binh 10 và cũng nhằm che đỡ cho sườn phía Tây của chính họ.

## Diễn biến
Sáng 12 tháng 8, Phương diện quân Tây Bắc (tái lập) đồng loạt mở cuộc tấn công vượt qua sông Lovat. Ngày 13 tháng 8, tướng Ernst Busch điều động Sư đoàn cơ giới 18 của tướng Friedrich Herrlein từ Tập đoàn quân xe tăng 3 mới được phối thuộc cho Tập đoàn quân 16 mở cuộc đột kích vào Kholm, chặn đứng cuộc tấn công của Tập đoàn quân 27. Trên cánh phải, Tập đoàn quân 11 từ tuyến Staraya Russa - Okufokovo (???) tấn công theo hướng đến Soltsy, đánh bật Quân đoàn bộ binh 10 (Đức) sang bờ Tây sông Polist và phát triển đến nhà ga Baglyady. Tập đoàn quân 34 trên tuyến Okufokovo - Skuratovo (???) thu được nhiều thành công hơn cả. Sau hai ngày tấn công, Tập đoàn quân này đã thọc sâu đến hơn 40 km vào tuyến phòng thủ của quân Đức ở điểm tiếp giáp giữa Quân đoàn bộ binh 2 và Quân đoàn bộ binh 10. Đến ngày 14 tháng 8, Tập đoàn quân 34 (Liên Xô) đã đánh chiếm thị trấn Morino, cắt đứt đường sắt từ Dno đi Staraya Russa và uy hiếp con đường sắt từ Dno đi Shimsk.
Cuộc phản công lớn của quân đội Liên Xô một lần nữa gây ra mối lo ngại thực sự cho Bộ Tổng tham mưu lục quân Đức và Bộ tư lệnh Cụm tập đoàn quân Bắc (Đức). 18 giờ ngày 18 tháng 8, Tổng tham mưu trưởng lục quân Đức, tướng Franz Halder điện cho thống chế Wilhelm von Leeb:
| “               | Tôi cho rằng ông cần đặc biệt quan tâm đến Quân đoàn bộ binh 10 đang chiến đấu ở rìa phía Nam hồ Ilmen. Tất cả các đơn vị trên tuyến đầu của quân đoàn này đều gặp thương vong lớn. Kẻ địch vẫn tiếp tục gây áp lực rất lớn lên khu vực Staraya Russa. Đây là lúc cần áp dụng những biện pháp đặc biệt. Tổng hành dinh và cá nhân tôi sẽ chúc mừng nếu như những người lính của chúng ta giữ vững được tuyến chiến đấu thêm một ngày nữa | ” |
| — Franz Halder. | |   |

Ngày 19 tháng 8, thống chế Wilhelm von Leeb ra lệnh cho Quân đoàn cơ giới 56 dừng cuộc công kích vào Novgorod, yêu cầu tướng Erich von Manstein điều Sư đoàn cơ giới 3 và Sư đoàn cơ giới SS "Totenkopf" quay sang hướng Staraya Russa để cứu nguy cho Quân đoàn bộ binh 10. Quân đoàn bộ binh 2 (Đức) trên hướng Ratcha cũng được lệnh tập trung 2 sư đoàn bộ binh, 2 trung đoàn pháo tự hành và toàn bộ pháo binh của quân đoàn tấn công vào sườn trái của Tập đoàn quân 34 (Liên Xô). Hai sư đoàn cánh trái của Quân đoàn bộ binh 1 và Sư đoàn xe tăng 8 (thuộc Quân đoàn cơ giới 56) được lệnh kiềm chế Tập đoàn quân 48 (Liên Xô) tại khu vực Novgorod, ngăn cản tập đoàn quân này mở cuộc phản công xuống phía Tây hồ Ilmen. Khoảng 80 đến 100 máy bay cường kích và máy bay ném bom của Quân đoàn không quân 8 (Đức) cũng được huy động để yểm hộ từ trên không.
Cuộc chuyển quân của quân Đức giữ được bí mật và đòn phản kích bất ngờ do 2 sư đoàn cơ giới và 3 sư đoàn bộ binh Đức thực hiện đã chặn đứng các tập đoàn quân Liên Xô trên tuyến đường sắt Dno - Staraya Russa. Ngày 21 tháng 8, quân Đức đánh lui các tập đoàn quân 11 và 34 (Liên Xô) về tuyến sông Polist. Ngày 23 tháng 8, xe tăng Đức vượt sông Polist và bắt đầu đánh chiếm các bến vượt của quân đội Liên Xô trên tuyến sông Lovat. Không quân Đức liên tục dội bom xuống đội hình quân đội Liên Xô suốt từ 6 giờ sáng đến 18 giờ chiều. Ngày 25 tháng 8, số quân còn lại của hai tập đoàn quân Liên Xô rút qua sông Lovat với những thiệt hại rất nặng nề. Tập đoàn quân 48 của Phương diện quân Bắc (Liên Xô) đã không thể vượt qua tuyến phòng thủ của quân Đức tại tuyến Utorgosh - Shimsk để ứng cứu cho cánh phải của Phương diện quân Tây Bắc. Tướng P. P. Shobenikov buộc phải tổ chức lại tuyến phòng thủ trên sông Lovat.

## Kết quả và ảnh hưởng

### Kết quả
Đây là lần thứ hai cuộc phản công của Phương diện quân Tây Bắc (Liên Xô) thất bại trong thời gian hè - thu năm 1941. Nếu như ở trận phản công Soltsy, phần lớn Tập đoàn quân 11 đã rút được về tuyến xuất phát thì lần này, hai tập đoàn quân 11 và 34 đã không thể làm được như vậy. Quân Đức tuyên bố bắt giữ 18.000 tù binh Liên Xô, phá hủy 20 xe tăng, 300 pháo và súng cối, 36 súng phòng không và hơn 700 xe cơ giới khác. Các thống kê từ phía Nga cho biết đến ngày 1 tháng 9, cả ba tập đoàn quân 11, 27 và 34 chỉ còn lại 198.549 người so với quân số 327.099 người ngày 10 tháng 8. Riêng Tập đoàn quân 34 thiệt hại nặng nề nhất, chỉ còn lại 22.043 người so với 54.912 người lúc ban đầu. Cũng tại tập đoàn quân này, 73/84 xe tăng bị phá hủy hoặc hư hỏng, 628 khẩu pháo trong số 748 khẩu bị phá hủy hoặc rơi vào tay quân Đức.

### Ảnh hưởng
Trận phản công Staraya Russa thất bại đã tạo ra nhiều hệ lụy cho tuyến phòng thủ của quân đội Liên Xô trên hướng Tây Bắc mặt trận Xô-Đức. Không còn bị tập kích từ phía sau, Tập đoàn quân xe tăng 4 (Đức) đã tự do di chuyển Quân đoàn xe tăng 41 lên phía Bắc, chọc thủng tuyến phòng thủ của quân đội Liên Xô tại phía Nam Kingisepp và bắt đầu dồn quân đội Liên Xô ra bờ biển Baltic. Quân đoàn cơ giới 56 và Quân đoàn bộ binh 1 (Đức) cũng chọc thủng tuyến phòng thủ Luga ở phía Nam thành phố này và dồn Cụm phòng thủ Luga của quân đội Liên Xô vào vòng vây. Từ đó, Tập đoàn quân 18 (Đức) tiến sang hướng Đông Nam Leningrad, chiếm vị trí yết hầu của Leningrad tại khu vực Mga - Sinyavino và bao vây thành phồ. Ở phía Nam hồ Ilmen, cánh phải của Tập đoàn quân 16 (Đức) không dừng lại, đã mở tiếp đòn tấn công sang phía Đông sông Lovat, đánh chiếm Demyansk và uy hiếp phía sau Cụm phòng thủ Novgorod của quân đội Liên Xô.
Hậu quả của trận phản công Staraya Russa càng bi thảm hơn khi Chính ủy Tập đoàn quân bậc I, Thứ trưởng Bộ Quốc phòng kiêm Chủ nhiệm Tổng cục chính trị Hồng quân L. D. Mekhlis đã lập một tòa án quân sự để xét xử các tướng lĩnh Hồng quân không phải vì thua trận mà vì cái mà ông ta gọi trong bản án số 057 là "vô tổ chức và hèn nhát". Theo bản án được tuyên ngày 11 tháng 9 năm 1941 tại làng Zaborovye, tướng K. A. Mereskov bị cách chức Tham mưu trưởng Phương diện quân Tây Bắc và bị điều đi chỉ huy Tập đoàn quân độc lập 7 trên hướng Karelia. Tướng P. P. Shobenikov bị cách chức Tư lệnh Phương diện quân Tây Bắc và bị kết án 5 năm tù, nhưng sau đó ông được tha và chỉ bị giáng cấp hàm xuống đại tá, bị điều đi là Cục trưởng Cục tham mưu của Bộ tư lệnh quân dự bị. Thay thế ông là trung tướng P. A. Kurochkin. Các tướng K. M. Kachanov, tư lệnh và V. S. Goncharov, tham mưu trưởng Tập đoàn quân 34 bị tuyên án tử hình tại bản án số 270 ngày 27 tháng 9 năm 1941. Ngày 29 tháng 9, họ bị xử bắn. Mãi đến năm 1956, một ủy ban xét khiếu nại của Tòa án tối cao Liên Xô mới kết luận về sự thiếu cơ sở pháp lý khi quy kết tội danh cho hai vị tướng này và danh dự của họ được phục hồi.